# Foscarnet
Foscarnet is een antiviraal middel.
Het wordt, gezien de toxiciteit, voorbehouden voor behandeling van ernstige cytomegalovirusinfecties (bijvoorbeeld CMV-retinitis) bij immuungedeprimeerde patiënten.

## Werkingsmechanisme[1]
Foscarnet lijkt structureel op het anion van pyrofosfaat dat in staat is om selectief de bindingsplaats van viraal DNA polymerase te blokkeren bij concentraties die bij humaan DNA-polymerase nog niet effectief is. Omdat foscarnet niet reageert met thymidine kinase behoudt het zijn werking tegen virussen die niet meer gevoelig zijn voor acyclovir of ganciclovir. De virussen zijn door het verlies van thymidine kinase activity ongevoelig geworden voor die middelen.

## Ongewenste effecten
Foscarnet kan leiden tot ernstige ongewenste effecten, o.a. nefrotoxiciteit en hematologische afwijkingen.

## Contra-indicaties
Het mag niet gebruikt worden bij
- nierfunctie-stoornissen;
- overgevoeligheid of allergie voor dit medicijn of voor een van de bestanddelen.